# 693
693 (DCXCIII) var ett normalår som började en onsdag i den julianska kalendern.

## Händelser

### Okänt datum
- Den portugisiska staden Viseu erövras från det Bysantinska riket av morerna.
- Wulfram av Sens deltar i biskopsmötet i Valenciennes.

## Avlidna
- Bridei III, kung av Fortriu och pikternas överkung.